# Incisione Prevedari

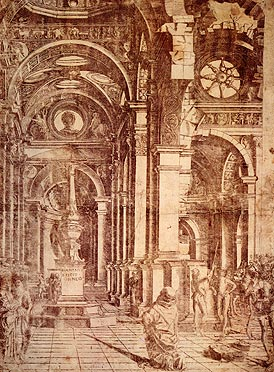

L'incisione Prevedari è una stampa su carta da un'incisione a bulino su lastra di ottone, realizzata nel 1481, a Milano, da Bernardo Prevedari su disegno di Donato Bramante il cui nome è riportato sull'incisione stessa in caratteri lapidari (BRAMANTUS FECIT IN MEDIOLANO).

## Storia e descrizione
Un contratto del 24 ottobre 1481 documenta l'impegno dell'incisore Bernardo Prevedari a "fabricare [...] stampam unam cum hedifitijs et figuris [...] secundum designum in papiro factum per magistrum Bramantem de Urbino...". 
Si tratta del primo documento autobiografico di Bramante delle cui vicende prima dell'arrivo a Milano  e prima di questo documento, non si posseggono dati certi.
Il soggetto è imprecisato; si tratta di una visione architettonica rappresentante il grandioso interno di edificio all'antica, quasi in rovina, con membrature possenti. 
L'incisione rappresenta, quasi in una sorta di manifesto, le ampie conoscenze architettoniche di Bramante, quasi un compendio delle tematiche che svilupperà nelle successive opere lombarde. L'edificio è inteso come rappresentazione della sua struttura formata da celle tridimensionali, la parete piana è negata, gli archi appoggiano all'antica su pilastri e non colonne, la costruzione è intesa come organismo "vivente".
L'incisione inoltre dimostra come molti temi dell'architettura bramantesca legati al rapporto con l'antico ed alla lezione di Leon Battista Alberti, siano già maturi vent'anni prima delle opere romane, come ad esempio l'uso di archi su pilastri e non su colonne.
Sopravvivono due soli esemplari al mondo di questa incisione, uno conservato alla Raccolta Bertarelli a Milano, l'altro al British Museum di Londra. Quest'ultimo presenta fori per lo spolvero o comunque per il trasferimento dell'immagine su un altro supporto.